# Ngerdelolk
Ngerdelolk est un village en ruine de l'État de Peleliu. Il s'agissait du premier village, par classement de rang, de l'île de Peleliu.

## Toponymie
Le village de Ngerdelolk porte aussi les noms de Ladmisang, Ngardololok, Ngaldolok, Garudoruko, Garudoriruko, Ardololok et Ardelollec.

## Géographie
Les ruines du villages, encore présentes, se trouvent au centre de l'île de Peleliu, entre le marais à mangrove septentrional ouest et le marais à mangrove oriental ouest.

## Histoire

### Seconde Guerre mondiale
Le village a été détruit entièrement durant la bataille de Peleliu.

### Continuité constitutionnelle
En dépit de cette destruction, il est inscrit dans la constitution de Peleliu comme l'un des cinq villages traditionnels de l'île. En effet, son existence légale est maintenue afin déterminer l'identité des personnes de Peleliu.

## Politique
Contrairement aux autres chefs de l’île, le chef de Ngerdelolk, portant le titre de obak ou de obakdelolk, était traditionnellement choisi par Ngirabeliliou. Il était chargé de l’entretien du sanctuaire à Ngirabelilou, appelé Omuchel el Tekoi.
La divinité protectrice de l'île de Peleliu, le chelid Ngirabeliliou, siégeait à Ngerdelolk.

## Sources